# Батареята
„Батареята“ е местност и малък квартал в град София, България, разположен в район „Кремиковци“, на 8,7 километра източно от центъра на града.
Намира се на десния бряг на река Искър и южно от булевард „Ботевградско шосе“ и граничи с квартал „Япаджа“ на север, а в другите посоки е ограден от невключени в определен квартал територии.